# Marius Daniel Urzică
Marius Daniel Urzică (Topliţa, Rumania, 30 de septiembre de 1975) es un gimnasta artístico rumano, especialista en la prueba de caballo con arcos, con la que ha logrado ser campeón olímpico en 2000 y subcampeón olímpcico en 1996 y 2004.

## Carrera deportiva
En el Mundial de Brisbane (Australia) gana el oro en caballo con arcos, por delante del francés Éric Poujade y de los suizo Donghua Li y ucraniano Vitaly Marinich, ambos con el bronce.
En el Mundial de Sabae 1995 gana el bronce por equipos, tras China y Japón, siendo sus compañeros de equipo: Dan Burinca, Adrian Ianculescu, Cristian Leric, Nistor Sandro, Nicu Stroia y Nicolae Bejenaru.
En los JJ. OO.  de Atlanta 1996 gana la plata en caballo con arcos, por detrás del suizo Donghua Li y delante del bielorruso Vitaly Scherbo.
En el Mundial de Tianjin 1999, plata en caballo con arcos, tras el ruso Alexei Nemov (oro) y delante de otro ruso Nikolai Kryukov (bronce).
Oro en caballo con arcos, en los mundiales de Gante 2001 y Debrecen 2002.
En los JJ. OO. de Atenas 2004 gana el bronce en el concurso por equipos, tras Japón y Estados Unidos. Sus compañeros de equipo fueron: Marian Drăgulescu, Daniel Popescu, Răzvan Dorin Șelariu, Ioan Silviu Suciu y Dan Nicolae Potra. Asimismo consigue la plata en caballo con arcos, tras el chino Teng Haibin y delante del japonés Takehiro Kashima (bronce).